# Набережное (Новосибирская область)
Набережное — село в Каргатском районе Новосибирской области. Административный центр Беркутовского сельсовета.

## География
Площадь села — 1060 гектаров.

## История
В 1976 г. Указом президиума ВС РСФСР посёлок центральной усадьбы совхоза «Каргатский» переименован в село Набережное.

## Население
| 2002 | 2007  | 2010  |
| ---- | ----- | ----- |
| 1109 | ↘1060 | ↘1021 |

## Инфраструктура
Средняя школа, медпункт, торговый центр «Сельпо», магазины «Светлана», «Березка», «Дарья», детский сад «Солнышко», дом культуры, почта, Беркутовский сельский совет, птицефабрика, клуб, музыкальная школа, охрана, салон красоты.